# Open Pau-Pyrénées 2020
L'Open Pau-Pyrénées 2020, noto come Teréga Open Pau-Pyrénées per motivi di sponsorizzazione, è stato un torneo maschile tennis professionistico. È stata la 2ª edizione del torneo, facente parte della categoria Challenger 100 nell'ambito dell'ATP Challenger Tour 2020, con un montepremi di 92 040 €. Si è giocato dal 24 febbraio al 1° marzo 2024 sui campi in cemento indoor del Palais des Sports di Pau, in Francia.

## Partecipanti

### Teste di serie
| Nazionalità | Giocatore               | Ranking* | Testa di serie |
| ----------- | ----------------------- | -------- | -------------- |
| Rep. Ceca   | Jiří Veselý             | 74       | 1              |
| Slovacchia  | Norbert Gombos          | 102      | 2              |
| India       | Sumit Nagal             | 126      | 3              |
| Francia     | Antoine Hoang           | 129      | 4              |
| Germania    | Yannick Maden           | 144      | 5              |
| Ucraina     | Sergiy Stakhovsky       | 151      | 6              |
| Italia      | Lorenzo Giustino        | 154      | 7              |
| Slovacchia  | Lukáš Lacko             | 162      | 8              |
| Paesi Bassi | Robin Haase             | 163      | 9              |
| Francia     | Maxime Janvier          | 175      | 10             |
| Argentina   | Marco Trungelliti       | 192      | 11             |
| Francia     | Quentin Halys           | 193      | 12             |
| Francia     | Constant Lestienne      | 201      | 13             |
| Francia     | Elliot Benchetrit       | 202      | 14             |
| Paesi Bassi | Botic van de Zandschulp | 204      | 15             |
| Francia     | Enzo Couacaud           | 208      | 16             |

- Ranking al 17 February 2020.

### Altri partecipanti
I seguenti giocatori hanno ricevuto una wild card per il tabellone principale:
- Benjamin Bonzi
- Leo Borg
- Jerzy Janowicz
- Harold Mayot
- Rayane Roumane

I seguenti giocatori sono entrati in tabellone usando il ranking protetto:
- Arthur De Greef
- Blaž Kavčič

I seguenti giocatori sono entrati in tabellone come alternate:
- Lucas Miedler
- Andrea Vavassori

I seguenti giocatori sono passati dalle qualificazioni:
- Fabien Reboul
- Tseng Chun-hsin

## Punti e montepremi
| Torneo    | Torneo              | V      | F     | SF    | QF    | 3T    | 2T  | 1T  | Q | Q1 |
| Singolare | Punti               | 100    | 60    | 35    | 18    | 8     | 5   | 0   | 0 | 0  |
| Singolare | Premi in denaro (€) | 12 250 | 7 200 | 4 260 | 2 480 | 1 460 | 885 | 440 | – | –  |
| Doppio    | Punti               | 100    | 60    | 35    | 18    | –     | –   | 0   | – | –  |
| Doppio    | Premi in denaro (€) | 5 250  | 3 100 | 1 840 | 1 090 | –     | –   | 610 | – | –  |

## Campioni

### Singolare
Ernests Gulbis ha sconfitto in finale  Jerzy Janowicz con il punteggio di 6–3, 6–4.

### Doppio
Benjamin Bonzi /  Antoine Hoang hanno sconfitto in finale  Simone Bolelli /  Florin Mergea con il punteggio di 6–3, 6–2.